# Трегубова, Мария Иосифовна
Мари́я Ио́сифовна Трегу́бова (урождённая Хазова; род. 28 ноября 1981, Москва) — российский сценограф

.

## Биография
Родилась в семье театрального режиссёра Иосифа Райхельгауза и актрисы Марины Михайловны Хазовой. У Марии есть младшая сестра Александра. В детстве снялась в телевизионном фильме «Эшелон», режиссером которого выступал ее отец Иосиф Райхельгауз.
Окончила театрально-декорационный факультет Московского академического художественного училища (2001) и факультет сценографии ГИТИСа (мастерская Дмитрия Крымова, выпуск 2008 года).
Была сооснователем и главным художником в 2008—2014 годах в лаборатории Дмитрия Крымова в ШДИ. Педагог режиссёрского факультета в мастерской Евгения Каменьковича и Дмитрия Крымова в ГИТИСе.
Сотрудничает с режиссёрами Андреем Могучим, Дмитрием Крымовым, Адольфом Шапиро, Аттилой Виднянским, Иосифом Райхельгаузом, Валерием Фокиным, Максимом Диденко, Виктором Рыжаковым и др.
Автор и участник многочисленных выставочных проектов, в том числе тотальной инсталляции в галерее «ГРАУНД Солянка» «Я, Майя Плисецкая», выставки «Русская сказка от Васнецова до сих пор» (Третьяковская галерея), «Камень. Ножницы. Бумага» (Малый Манеж) и т. д.
С 2008 года — педагог режиссёрского факультета ГИТИСа. С 2022 года — руководитель магистратуры по направлению «Сценография» в ГИТИСе.
У театрального художника, я считаю, должен быть совершенно особый тип мышления. Вообще театр двигается же куда-то, как и все остальное, и границы между профессиями становятся все более и более размытыми. Художник должен мыслить не только картинкой, но и действием, драматургией, музыкой, ритмом и так далее.
Замужем за театральным художником Алексеем Трегубовым (род. 29 июня 1979). Дочь София.

## Творчество

### Театральные работы
Школа современной пьесы
- 1999 — «Записки русского путешественника» (реж. И. Райхельгауз)
- 2002 — «Вредные советы» (реж. А. Андреев)
- 2009 — «Дом» (реж. И. Райхельгауз)
- 2020 — «Фаина. Эшелон» (реж. И. Райхельгауз)
- 2020 — «Все тут» (реж. Д. Крымов)

Школа драматического искусства
- 2006 — «Торги» по мотивам пьес А. П. Чехова
- 2007 — «Корова» по рассказу А. Платонова
- 2008 — «Opus № 7»
- 2010 — «Тарарабумбия»
- 2011 — «Катя, Соня, Поля, Галя, Вера, Оля, Таня…» по И. Бунину
- 2012 — «Горки-10»
- 2015 — «Русский блюз. Поход за грибами»

БДТ им. Товстоногова
- 2015 — «Алиса» (реж. А. Могучий)
- 2016 — «Война и мир» (реж. В. Рыжаков)

МХТ им. Чехова
- 2014 — «Пьяные» (реж. В. Рыжаков)
- 2015 — «Мефисто» (реж. А. Шапиро)
- 2016 — «Dream works» (реж. В. Рыжаков)
- 2018 — «Серёжа» (реж. Д. Крымов)

Работы в других театрах
- 2011 — «Ваш Гоголь» (реж. В. Фокин, Александринский театр)
- 2012 — «Der Prozess» (реж. А. Могучий, Дюссельдорфский драматический театр)
- 2013 — «Цветы для Элджернона» (реж. Ю. Грымов, РАМТ)
- 2014 — «На Дне» (реж. В. Рыжаков, Национальный театр Будапешта)
- 2014 — «Betrunken» (реж. В. Рыжаков, Дюссельдорфский драматический театр)
- 2014 — «Фантазии Фарятьева» (реж. В. Камышникова, Мастерская Петра Фоменко)
- 2016 — «Манон Леско» (реж. А. Шапиро, Большой театр)
- 2016 — «Чёрный Русский» (реж. М. Диденко, особняк Спиридонова)
- 2016 — «Поздняя любовь» (реж. Е. Перегудов, «Современник»)
- 2016 — «Франческа да Римини» — вечер Светланы Захаровой «Amore» (хореография Ю. Посохова, Большой театр)
- 2016 — «Преступление и наказание» (реж. А. Виднянский, Александринский театр)
- 2016 — «Ваш Гоголь. Последний монолог» (реж. В. Фокин, Александринский театр)
- 2017 — «Оптимистическая трагедия. Прощальный бал» (реж. В. Рыжаков, Александринский театр)
- 2017 — «Цирк» (реж. М. Диденко, Театр наций)
- 2017 — «Десять дней, которые потрясли мир» — художник по костюмам (реж. М. Диденко, Музей Москвы)
- 2018 — «Это так (если вам так кажется)» (реж. А. Шапиро, Et cetera)
- 2018 — «Беги, Алиса, беги» (реж. М. Диденко, Театр на Таганке)
- 2018 — «Глазами клоуна» (реж. М. Диденко, Национальный театр Мангейма)
- 2019 — «Сказка про последнего ангела» (реж. А. Могучий, Театр наций)
- 2020 — «Воццек» (реж. М. Диденко, Баденский государственный театр)
- 2021 — «Сверчок» (реж. Марфа Горвиц, Электротеатр Станиславский)
- 2021 — «Моцарт „Дон Жуан“. Генеральная репетиция» (реж. Дмитрий Крымов, Мастерская Петра Фоменко)
- 2021 — «Левша» (реж. М. Диденко, Театр наций)
- 2022 — «L.A.D.» — сценография совместно с Татьяной Вьюшинской, костюмы совместно с Мелани Фрост (Урал Опера Балет)
- 2023 — "Зазеркалье" (хореограф-постановщик Константин Семенов, Театр имени Станиславского и Немировича-Данченко)
- 2023 — «Норма» (реж. А. Шапиро, Театр имени Станиславского и Немировича-Данченко)
- 2023 — «Обыкновенное чудо» (реж. И. Поповски, Театр имени Е. Б. Вахтангова)
- 2024 — «Перигелий», «Знаем благую весть» (хореографы-постановщики С. Самодуров, М. Севагин, Театр имени Станиславского и Немировича-Данченко)

Другие работы
- 2009 — «Золотое» (опера на закрытии фестиваля «Золотая маска», реж. Д. Крымов и А. Могучий)
- 2016 — «Пиковая дама» (декорации к опере в фильме Павла Лунгина «Дама пик»)

## Признание и награды
- Лауреат премий «Золотая маска»:
  - 2010 — в номинации «работа художника»: «Opus № 7», Школа драматического искусства
  - 2011 — в номинации «работа художника по костюмам»: «Тарарабумбия», Школа драматического искусства
  - 2015 — в номинации «работа художника»: «Алиса», БДТ им. Товстоногова
  - 2019 — в номинации «работа художника по костюмам в музыкальном театре»: «Беги, Алиса, беги», Театр наций

- Лауреат премии «Хрустальная Турандот» в номинации «лучшая работа художника»:
  - 2012 — «Горки-10», Школа драматического искусства

- Лауреат премий газеты «Московский Комсомолец» за сценографию:
  - 2009 — «Дом», Школа современной пьесы
  - 2011 — «Тарарабумбия», Школа драматического искусства
  - 2016 — «Dream works», МХТ им. Чехова

- Лауреат премии «Прорыв» за лучшую работу художника
  - 2011 — «Ваш Гоголь», Александринский театр

- Гран-при за создание павильона России на Всемирной выставке сценографии и театральной архитектуры «Пражская квадриеннале» в 2007 году (совместно с членами Лаборатории Д. Крымова).